# دوايت دبليو. ألين
دوايت دبليو. ألين (بالإنجليزية: Dwight W. Allen)‏ هو عالم اجتماعي أمريكي، ولد في 1 أغسطس 1931.